# Wiewiórka amazońska
Wiewiórka amazońska (Sciurus spadiceus) – gatunek gryzoni z rodziny wiewiórkowatych zamieszkujący nizinne lasy Amazonii i podnóża Andów: w Boliwii, Brazylii, Kolumbii, Ekwadorze i w Peru. Jest roślinożercą i żywi się głównie dużymi orzechami o twardej skorupie. Gatunek ma rozległy zakres występowania, prawdopodobnie dużą populację. Z tych powodów Międzynarodowa Unia Ochrony Przyrody zaliczyła S. spadiceus do gatunków najmniejszej troski i umieściła go w kategorii LC (Least Concern).

## Historia odkrycia i badań
W 1818 roku Ignaz von Olfers opublikował w książce Wilhelma Ludwiga Eschwege „Journal von Brasilien, oder vermischte Nachrichten aus Brasilien, auf wissenschaftlichen Reisen gesammelt” rozdział zawierający pracę systematyczną poświęconą znanym Olfersowi gatunkom ssaków zamieszkującym tereny Ameryki Południowej. Zastosowany system nomenklatury systematycznej został zaczerpnięty z pracy Johanna Illigera „Ueberblick der Säugthiere nach ihrer Verteilung über die Welttheile”, który z kolei wprowadził wzorce Linneusza. Wśród innych zwierząt Olfers opisał naukowo także Sciurus spadiceus, podając informacje o ubarwieniu, o długości tułowia (10¼ ″, czyli ok. 26 cm) i ogona (9½″, czyli ok. 24 cm) oraz o występowaniu gatunku w Brazylii.

## Systematyka
S. spadiceus wykazuje silne fenotypowe podobieństwa do Sciurus igniventris, gatunku wiewiórek, z którym współtworzą podrodzaj Urosciurus. W zachodniej części Ekwadoru oraz niemal na całym obszarze Peru S. igniventris jest gatunkiem sympatrycznym w stosunku do S. spadiceus.

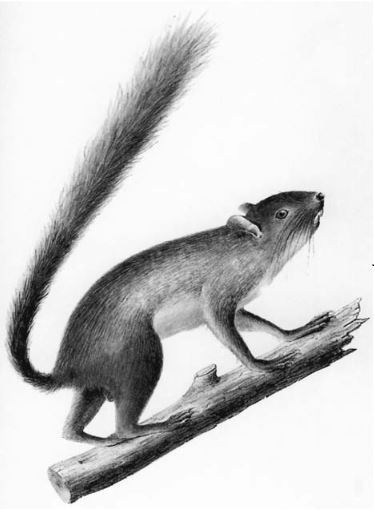
Rycina przedstawiająca Sciurus langsdorffii (? syn. S. spadiceus) z pierwotnego opisu Brandta (1835)

Na przestrzeni lat naukowcy opisali szereg gatunków wiewiórek zamieszkujących Amazonię. Znaczna część z nich (wymienione w infoboksie) została jednak uznana za nazwy synonimiczne S. spadiceus. Do synonimów zaliczane jest także S. urucumus, który pierwotnie został opisany jako podgatunek S. langsdorffii Brandt, a później wraz ze wspomnianym taksonem włączony jako synonim S. spadiceus. Najnowsze rewizje systematyki sugerują, że Sciurus urucumus stanowi odrębny gatunek.
Takson dzieli się na trzy podgatunki:
- S. s. spadiceus Olfers, 1818 (synonim: langsdorffi Brandt, 1835) – typowa lokalizacja: Cuiabá, Mato Grosso, Brazylia[7]; cechy – grzbiet bladożółtawy, spód ochrowo-płowożółty, policzki i głowa wybarwione na czerwono i pomarańczowo[8],
- S. s. steinbachi J. A. Allen, 1914 – typowa lokalizacja: Santa Cruz de la Sierra, departament Santa Cruz, Boliwia[7]; cechy – forma duża, o bledszym wybarwieniu futra, które w części grzbietowej może być szpakowate, bladożółtawe lub ciemne, zaś na głowie i policzkach żółtawe[8],
- S. s. tricolor Tschudi, 1844 – typowa lokalizacja: departament Maynas, dolny bieg rzeki Huallaga, Peru[7]; cechy – ubarwienie ciemnobrązowe z czarniawym grzbietem podbarwiany ochrowo, część brzuszna jasnożółta; występuje w Ekwadorze i Peru[8].

## Kariotyp
Garnitur chromosomowy tworzy 20 par (2n=40) chromosomów; FN=76.

## Budowa ciała
Sciurus spadiceus należy do dużych wiewiórek. Charakteryzuje się zmiennym wzorcem koloru sierści, ale zazwyczaj wybarwiona jest na czerwonawo-brązowo: od koloru ciemnokasztanowego po rdzawopomarańczowy, z ciemniejszym pasem w części grzbietowej. Część brzuszna jest zwykle biała, bladopomarańczowa lub żółtawa i wyraźnie kontrastuje z wybarwieniem grzbietu. Ogon tych wiewiórek jest pokryty gęstym włosem, czarnym lub ciemnobrązowym u nasady i pomarańczowym lub rdzawym na końcu, a łapy są ciemnoczerwone lub czarne. Czasami występują formy melanistyczne. Pod względem budowy ciała różni się od innych wiewiórek zamieszkujących zakres występowania gatunku. Tropikowiórka karłowata oraz gatunki zgrupowane w rodzaju Microsciurus są od niego wyraźnie (o około 30%) mniejsze i mają inną budowę czaszki. Gatunki sympatryczne w stosunku do S. spadiceus: Sciurus aestuans oraz Sciurus gilvigularis także są mniejsze (około 50%) i mają wybarwienie futra brązowe lub aguti. Sciurus ignitus i Sciurus sanborni również są mniejsze (masa ich ciała osiąga tylko około 60% masy ciała S. spadiceus), mają inne wybarwienie, a ich uszy są znacznie mniej porośnięte włosami. Sciurus pyrrhinus ma podobne ubarwienie sierści, ale jest wyraźnie mniejszy. Z kolei Sciurus flammifer jest większy od S. spadiceus o około 10%.
Samice mają 4 pary sutków.

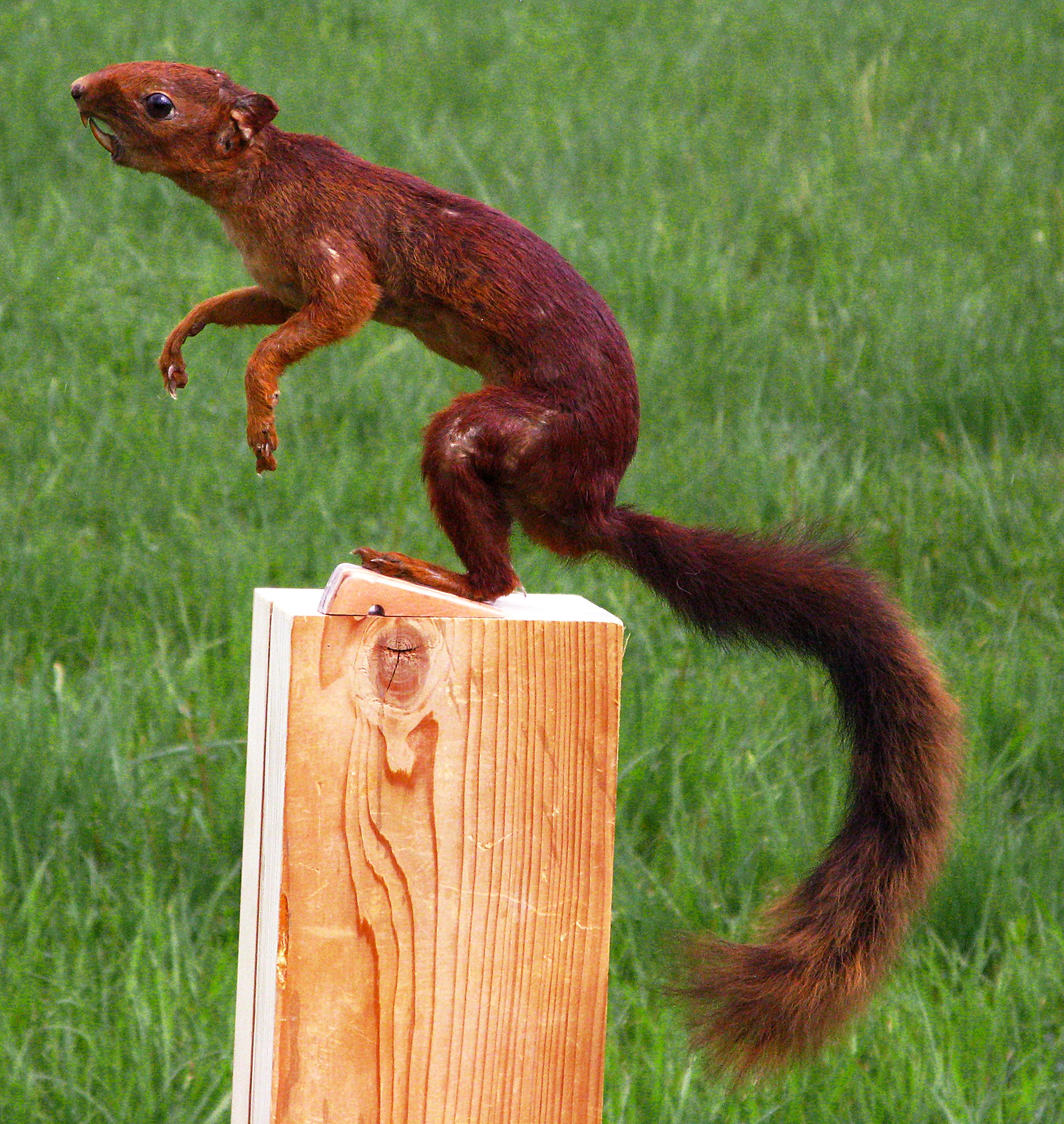
S. spadiceus – eksponat Zoologische Staatssammlung München

| cecha                         | wymiar średni | przedział      |
| ----------------------------- | ------------- | -------------- |
| długość ciała (głowa i tułów) | 524,5 mm      | 475,0–628,0 mm |
| długość ogona                 | 268,8 mm      | 240,0–340,0 mm |
| długość tylnej kończyny       | 65,3 mm       | 59,0–71,0 mm   |
| długość ucha                  | 32,6 mm       | 30,0–34,0 mm   |
| masa ciała                    | 615 g         | 570,0–660,0 g  |

### Uzębienie
Uzębienie składa się z 2 par siekaczy, 2 par przedtrzonowców i 6 par trzonowców.

## Tryb życia
Sciurus spadiceus prowadzi dzienny tryb życia i wykazuje aktywność przez cały rok. Nie jest związany z danym terytorium. Zwierzęta z obserwowanej populacji na terenie Amazon Research Center w rezerwacie Tamshiyacu-Tahuayo w regionie Loreto w Peru wykazywały 10-godzinny dzienny cykl aktywności dobowej.

### Cykl życiowy
Cykl życiowy tego gatunku nie jest znany. Na podstawie obserwacji pojawienia się młodych wiewiórek w peruwiańskiej populacji Sciurus spadiceus w początku czerwca można domniemywać, że rozród może się odbywać jesienią (na półkuli południowej). W Boliwii możliwy jest rozród w sierpniu. Samica rodzi zwykle 2–4 (lub 2–5) młodych.

### Struktura społeczna
Sciurus spadiceus wiedzie samotne życie, ale gatunek wykazuje zdolność do adaptacji do żerowania w grupach. Podczas badań przeprowadzonych w boliwijskim Parku Narodowym Madidi zlokalizowanym w dolnym dorzeczu Tuichi naukowcy stwierdzili, że teren o powierzchni 1 km² zasiedla statystycznie 12,2 osobnika. Naukowcy odnotowali zróżnicowanie liczby wiewiórek na danym terenie w zależności od pory roku. Najprawdopodobniej jest ono związane z dostępnością pożywienia.

### Głos
Badania przeprowadzone przez naukowców w Parku Narodowym Manú w południowo-wschodniej części Peru wykazały, że wiewiórki żyjące samotnie zaniepokojone nie wydawały żadnych dźwięków ostrzegawczych, ale uciekały, starając się ukryć w niskiej roślinności. Jednak zwierzęta żyjące w grupie (zazwyczaj 2–4 osobników) wskakiwały na wyższe rośliny, na wysokość 2–4 m; z tego miejsca obserwowały intruza i alarmowały współtowarzyszy, wydając głośne i uporczywe dźwięki wykonując przy tym rytmiczne ruchy ogonem w górę i w dół. Perri Eason zwraca uwagę na dwa rodzaje wydawanych dźwięków: głośne „kichnięcia” i krótkotrwałe odgłosy podobne do parsknięcia.

## Rozmieszczenie geograficzne
Wiewiórka zamieszkuje nizinne lasy Amazonii i podnóża Andów. Poszczególne populacje zamieszkują tereny od południowej Kolumbii i Wenezueli, na południe przez lasy nizinne Peru do Brazylii i Ekwadoru oraz zachodniej Boliwii. Przedstawiciele podgatunku S. s. spadiceus zostali po raz pierwszy schwytani w brazylijskim stanie Mato Grosso w Brazylii, taka została określona ich typowa lokalizacja i najprawdopodobniej przede wszystkim mieszkają w Brazylii. S. s. steinbachi zasiedla głównie tereny w Boliwii, gdzie były zlokalizowane pierwsze opisywane okazy. S. s. tricolor opisany jako podgatunek o typowej lokalizacji w Peru najprawdopodobniej zamieszkuje tereny głównie w tym państwie. Niektóre źródła wskazują jednak, że jest także obecny w Ekwadorze.

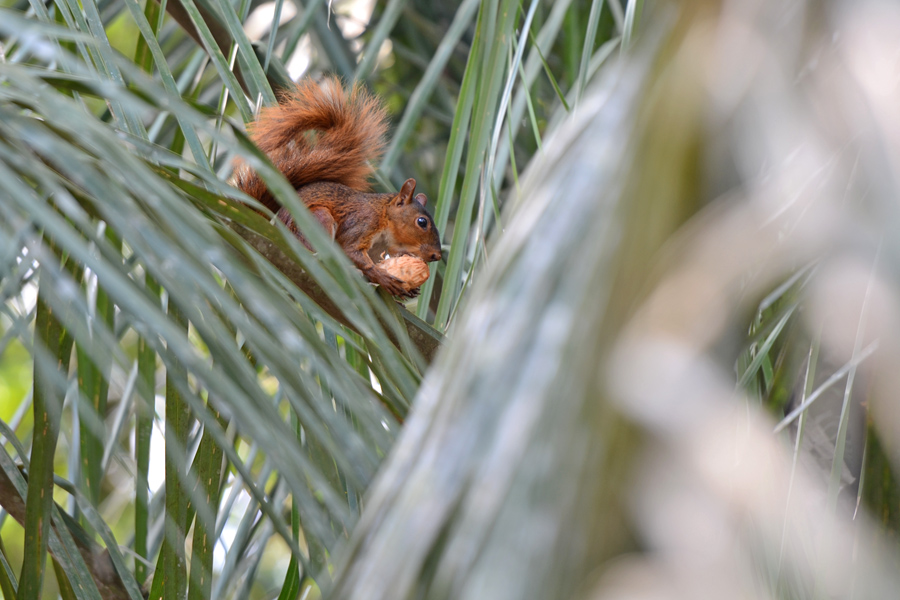
Sciurus spadiceus podczas żerowania (Puerto Maldonado, region Madre de Dios, Peru)

## Ekologia
Wiewiórka amazońska jest roślinożercą i chętnie żywi się dużymi orzechami o twardej skorupie. W zachodniej części Amazonii większość diety tej wiewiórki stanowią owoce arekowców z rodzaju Astrocaryum, Atalia, Scheelea oraz bobowate Dipteryx. Badanie składu menu populacji w rezerwacie Tamshiyacu-Tahuayo w 2010 roku potwierdziło, że owoce arekowców są spożywane najchętniej. Owoce rodzaju Astrocaryum stanowiły około 83% diety, owoce Attalea (A. maripa) 11%, a Licania 6%. Wśród Astrocaryum dominowały orzechy A. chambira (80%), zaś resztę stanowiły owoce A. murumuru (13%) oraz A. jauari (7%).
Zebrane orzechy mogą być magazynowane w ziemi. Sporadycznie S. spadiceus może zjadać niewielkie ilości gliny i gleby.
Na przedstawicielach gatunku pasożytują Eimeria damnosa z gromady Kokcydia i nieokreślone gatunki z rodzajów Giardia i Trypanosoma. W osoczu krwi badanych zwierząt odkryto wiciowce prawdopodobnie z gatunków świdrowiec amerykański (Trypanosoma cruzi) oraz świdrowiec szczurzy (Trypanosoma lewisi).
Do drapieżników polujących na S. spadiceus należą ocelot wielki i jaguar amerykański.

### Siedlisko

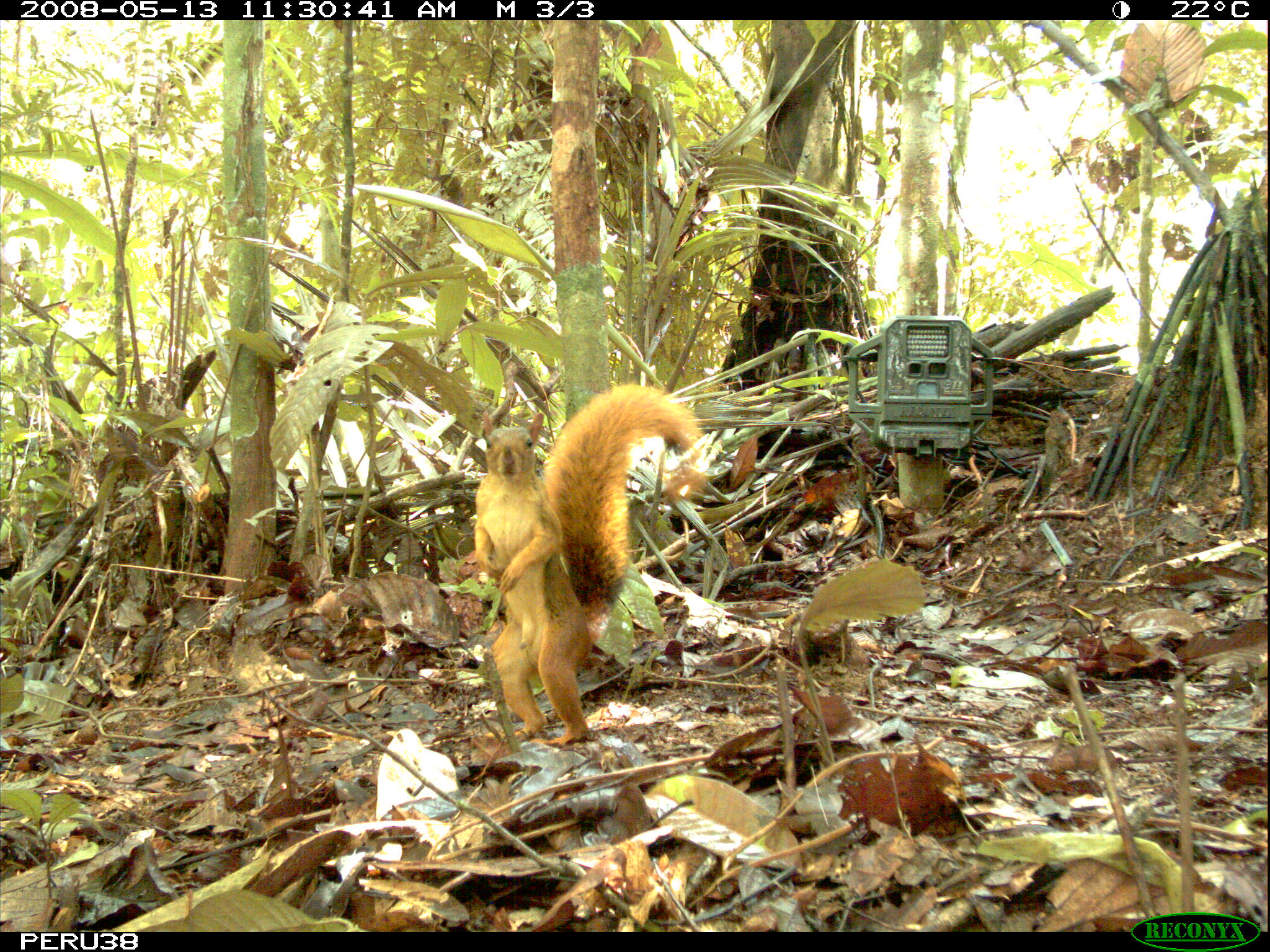
Wiewiórka S. spadiceus sfotografowana automatycznym aparatem w ostoi w Peru (projekt Smithsonian WILD)

Wiewiórka amazońska najczęściej spotykana jest w lasach deszczowych Amazonii, w terenach na których rozróżnia się pory suche i deszczowe, o sezonowych powodziach. Wiewiórka ta często spotykana jest na ziemi, w niskich zaroślach lub na drzewach, ale zamieszkuje górne piętro lasu. Podczas powodzi nie opuszcza siedliska. Siedlisko porastają bardzo zróżnicowane gatunki drzew. Drzewostan siedliska populacji żyjącej w peruwiańskim rezerwacie Tamshiyacu-Tahuayo był zdominowany przez palmy Mauritia flexuosa. Naukowcy przypuszczają, że wiewiórki amazońskie lokują swoje gniazda na gałęziach lub w krzewach i budują je z liści i gałązek, formując je na kształt kuli. Gniazdo (należące do S. spadiceus lub blisko z nim spokrewnionego S. igniventris) zbadane przez naukowców w 2010 roku w nizinnym lesie w rezerwacie Tamshiyacu-Tahuayo w regionie Loreto w Peru, zlokalizowane było na wysokim (19,2 m) drzewie (wrzosowcu z rodzaju Eschweilera) o pierśnicy 42,7 cm na wysokości 3,6 m nad poziomem terenu. Gniazdo było umieszczone wewnątrz splotów byliny z rodziny bromeliowatych, a zostało zbudowane z suchych liści, patyków i włókien palmy Attalea butyracea z rodziny arekowatych. Wejście zorientowane było w kierunku północnym (356º). Wiewiórki amazońskie mogą także sytuować swoje gniazda w dziuplach drzew.

## Zagrożenia i ochrona
Głównym zagrożeniem dla Sciurus spadiceus jest redukcja i fragmentacja siedlisk. Ponadto zwierzęta tego gatunku są odławiane na pożywienie przez lokalne społeczności. Polowania na te wiewiórki prowadzone są między innymi w Limoncocha w Ekwadorze i w rejonie miasta Iquitos w Peru.
Gatunek ma rozległy zakres występowania, prawdopodobnie dużą populację. Z tych powodów Międzynarodowa Unia Ochrony Przyrody zaliczyła S. spadiceus do gatunków najmniejszej troski i umieściła go w kategorii LC (Least Concern).